# Savaibrilvogel
De savaibrilvogel (Zosterops samoensis) is een zangvogel uit de familie Zosteropidae (brilvogels). De vogel werd in 1929 geldig beschreven door  Robert Cushman Murphy en Gregory Mathews. De vogels zaten in een collectie balgen die in de jaren 1920 waren verzameld tijdens Amerikaanse wetenschappelijke expedities langs eilanden in de Grote Oceaan. De Nederlandse naam verwijst naar het eiland Savai'i, het grootste van de Samoa-eilanden (een republiek in Polynesië). Het is een kwetsbare, endemische vogelsoort. 

## Kenmerken
De vogel is 10 cm lang. Het is een typische brilvogel met duidelijke witte oogringen, die nergens worden onderbroken. Het oog is licht van kleur. Verder is de vogel olijfgroen van boven en van onder vuilwit tot lichtgrijs, op de keel iets geelachtig. De snavel is bruin van boven en geel van onder. De poten zijn groenachtig.

## Verspreiding en leefgebied
Deze soort is endemisch op het eiland Savai'i. Het leefgebied bestaat uit natuurlijk bos op hellingen boven de 900 meter boven zeeniveau. De vogel heeft de voorkeur voor bosranden en open stukken met struikgewas.

## Status
De savaibrilvogel  heeft een beperkt verspreidingsgebied en daardoor is de kans op uitsterven aanwezig. De grootte van de populatie werd in 2016 door BirdLife International geschat op 1000 tot 2500 individuen en de populatie-aantallen nemen af door habitatverlies. Het leefgebied wordt aangetast door ontbossing zoals die in toenemende mate wordt toegepast bij zwerflandbouw. Om deze redenen staat deze soort als kwetsbaar op de Rode Lijst van de IUCN.